# Arnd Henze

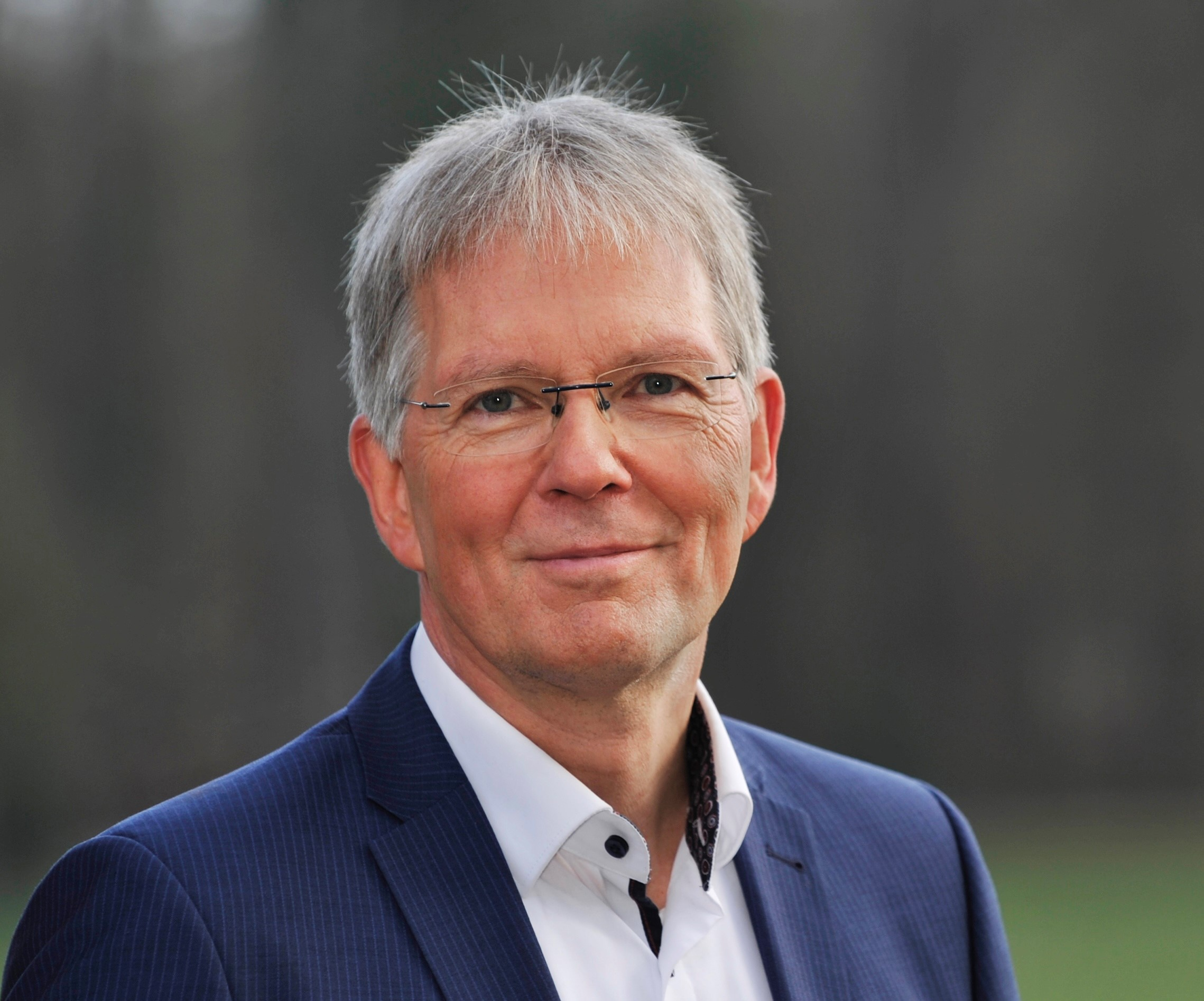
Arnd Henze (2022)

Arnd Henze (* 25. September 1961 in Einbeck) ist ein deutscher Journalist und Publizist.

## Leben und Karriere
Aufgewachsen in Einbeck, Göttingen und Garbsen, arbeitete Arnd Henze bereits während der Schulzeit für die örtliche Lokalzeitung „Rundblick“ und den Norddeutschen Rundfunk. Dort moderierte er u. a. die Jugendsendung „Der Club“. Während des Studiums in Göttingen, Heidelberg und Berkeley, CA produzierte er zahlreiche Hörfunkfeatures zu gesellschaftspolitischen Themen. Breitere Diskussion löste er in den 1988er Jahren mit investigativen Arbeiten zur Verwicklung der evangelischen Kirche in der NS-Zeit aus, u. a. zur Rolle des damaligen Bischofs August Marahrens und zum Eisenacher „Entjudungsinstitut“.
Nach dem Volontariat und einer kurzen Phase als freier Autor wurde er 1992 außenpolitischer Redakteur und Reporter beim WDR. Vor allem aus den USA berichtete er regelmäßig für aktuelle Sendungen wie „Tagesschau“, „Tagesthemen“ sowie den „ARD-Weltspiegel“. In dieser Zeit entstanden zahlreiche Sozialreportagen und Dokumentationen.
Von 2012 bis 2019 war Henze Fernsehkorrespondent im ARD-Hauptstadtstudio mit dem Schwerpunkt Außen- und Sicherheitspolitik. Seit 2019 ist er wieder in Köln im Bereich Investigative Recherche und WDR Doku tätig. Für große Resonanz sorgte im Oktober 2020 die Dokumentation Ich weiß nicht mal, wie er starb – Wie ein Pflegeheim zur Coronafalle wurde, für die Henze gemeinsam mit Co-Autorin Sonja Kättner-Neumann mehrfach ausgezeichnet wurde.
Arnd Henze ist berufenes Mitglied der 13. EKD-Synode und beteiligt sich mit Vorträgen und Aufsätzen an sozialethischen Debatten zu Themen wie Krieg und Frieden, Klimaschutz, Demokratie und Antisemitismus. 2019 erschien sein Buch Kann Kirche Demokratie? Wir Protestanten im Stresstest, das sich mit dem antidemokratischen Erbe des Protestantismus und gegenwärtigen Anfälligkeiten für autoritäre Versuchungen beschäftigt. Auf Vortragsreisen in die USA hat Henze mehrfach zu Fragen globaler Gefährdungen der Demokratie und zu Themen kirchlicher Zeitgeschichte referiert – z. B. im Frühjahr 2024 zum Thema "Weaponizing Bonhoeffer" u. a. in Washington, Yale und am "Union Theological Seminary" New York. Außerdem tritt er dafür ein, dass sich die Kirchen in ihrer Selbstdarstellung stärker auf Erfahrungen aus ihrer Geschichte, darunter dem Dritten Reich, konzentrieren.
Von 1993 bis 2012 leitete er das „Dellbrücker Forum“, das sich mit insgesamt 111 Podiumsveranstaltungen zu einem bundesweit wahrgenommenen Ort gesellschaftlicher Debatten entwickelt hatte. Auf dem Evangelischen Kirchentag in Stuttgart im Juni 2015 moderierte er vor mehr als 11.000 Teilnehmern die Veranstaltung Die Welt ist aus den Fugen mit Kofi Annan und Frank-Walter Steinmeier. Darüber hinaus leitete Henze seit 1999 zahlreiche Bürgerbeteiligungsverfahren zu kontroversen Projekten der Stadtentwicklung.

## Filmografie Dokumentationen (Auswahl)
- 1992 Grüne Revolution in Iowa, WDR
- 1992: Saddams Spiel mit dem Feuer, WDR
- 1992/93: div. Filme für die Reihe „Rückblende“, u. a. zu Baubeginn Mount Rushmore, Ernennung Thurgood Marshall und Ermordung Martin Luther King, WDR
- 1993: Mississippi Blues – Die Müllarbeiter von Memphis, WDR
- 1995: Kreuzzug gegen Teenagemütter (mit Angela Andersen), ARD
- 1998: Ärzte im Fadenkreuz – Abtreibungskrieg in den USA (mit Angela Andersen), WDR
- 2000: Gute Nachricht aus Sing Sing (mit Marcel Kolvenbach), WDR
- 2020: Ich weiß nicht mal, wie er starb – Wie ein Pflegeheim zur Coronafalle wurde (mit Sonja Kättner-Neumann), ARD

## Auszeichnungen (Auswahl)
- 2003: Marler Fernsehpreis für Menschenrechte
- 2018: Concordia-Preis für Presse- und Informationsfreiheit
- 2021: Medienpreis der Deutschen Gesellschaft für Innere Medizin (1. Platz)
- 2021: Publizistikpreis der Stiftung Gesundheit (1. Platz)
- 2021: Andere-Zeiten-Journalistenpreis (1. Platz)
- 2022: Medienpreis Wirtschaft NRW (1. Platz)

## Schriften
- Kann Kirche Demokratie? Wir Protestanten im Stresstest. Herder, Freiburg 2019, ISBN 978-3-451-37979-6.
- Medienmacht und Biotop-Diskurse: Das Gemeinwohl als Herausforderung in einer globalisierten Öffentlichkeit. In: Jäger/Vierig (Hrsg.): Die amerikanische Regierung gegen die Weltöffentlichkeit? VS Verlag für Sozialwissenschaft, Wiesbaden 2018, ISBN 978-3-531-15970-6.
- Fehlgeleitete Widerstandsromantik. In: Kleffner/Meisner (Hrsg.): Fehlender Mindestabstand – Die Coronakrise und die Netzwerke der Demokratiefeinde. Herder, Freiburg 2021, ISBN 978-3-451-39037-1.
- Kontinuität theologischer Judenfeindschaft vor und nach 1945 – Walter Grundmann und das Eisenacher „Entjudungsinstitut“. Selbstverlag, Göttingen 1986.
- Wem gehört Bonhoeffer? In: „Zeitzeichen“ 2019-10 (online).
- Eine Entschuldungserklärung – Vor 75 Jahren veröffentlichte die EKD die zwiespältige Stuttgarter Schulderklärung. In: Zeitzeichen 2020-10 (online).